# Gabriel Florentín
César Gabriel Florentín (* 13. März 1999 in Gregorio de Laferrère) ist ein argentinischer Fußballspieler.

## Karriere
Florentín begann seine Karriere bei River Plate. Im Januar 2016 wechselte er zu den Argentinos Juniors. Im Mai 2019 stand er erstmals im Profikader, sein Profidebüt gab er dann im August 2019 gegen den Club Atlético Aldosivi in der Primera División. In der Saison 2019/20 kam er zu fünf Ligaeinsätzen. In der Saison 2020/21 absolvierte er sechs Ligaspiele. In der Saison 2021 gelang ihm bei den Juniors der Durchbruch und er absolvierte insgesamt 33 Ligaspiele.
Nach weiteren 19 Einsätzen zu Beginn der Saison 2022 wechselte Florentín im August 2022 nach Russland zum FK Orenburg. Im selben Monat gab er dann gegen Lokomotive Moskau sein Debüt in der Premjer-Liga.